# Mikołaj (Jeriomin)
Mikołaj, imię świeckie Stiefan Pawłowicz Jeriomin (ur. 24 listopada?/6 grudnia 1892 w stanicy Tiepińskiej, zm. 23 stycznia 1985) – rosyjski biskup prawosławny.

## Życiorys
Po I wojnie światowej emigrował z Rosji do Pragi. Studia teologiczne ukończył w Instytucie św. Sergiusza z Radoneża w Paryżu, gdzie został następnie wykładowcą, a w latach 1943–1947 pracował jako bibliotekarz. W Paryżu przyjął święcenia diakońskie w dniu 25 lutego 1940. Służył w cerkwi przy Instytucie. Dwa lata później, 8 października 1942, został wyświęcony na kapłana. 15 marca 1945 złożył wieczyste śluby mnisze.
W 1945 przeszedł w jurysdykcję Rosyjskiego Kościoła Prawosławnego razem z metropolitą zachodnioeuropejskim Eulogiuszem. Wobec faktu, iż parafia św. Sergiusza w Paryżu zachowała dotychczasową jurysdykcję Patriarchatu Konstantynopolitańskiego, od 1946 służył w soborze Trzech Świętych Hierarchów w Paryżu. Od 1947 nosił godność archimandryty i był proboszczem tamtejszej parafii.
17 grudnia 1953 w soborze Zmartwychwstania Chrystusa w Berlinie przyjął chirotonię na biskupa pomocniczego Egzarchatu Zachodnioeuropejskiego z tytułem biskupa Clichy, z rąk arcybiskupa mińskiego i białoruskiego Pitirima oraz arcybiskupa berlińskiego i niemieckiego Borysa. Tym samym został zwierzchnikiem istniejących we Francji, w jurysdykcji Patriarchatu Moskiewskiego, parafii francuskojęzycznych, stosujących ryt gallikański.
W 1954 został podniesiony do godności arcybiskupiej i mianowany egzarchą patriarchy moskiewskiego i całej Rusi dla Europy Zachodniej. Jego siedzibą był nadal Paryż. W 1960 otrzymał godność metropolity korsuńskiego, zachowując dotychczasowe obowiązki.
W 1963 na własną prośbę odszedł w stan spoczynku. Nadal jednak codziennie odprawiał nabożeństwa w cerkwi Trzech Świętych Hierarchów, w cerkwi św. Mikołaja w rosyjskim domu starców w Sainte-Geneviève-des-Bois lub w prywatnej kaplicy domowej. Zmarł w 1985 i został pochowany na rosyjskim cmentarzu w Sainte-Geneviève-des-Bois po ceremonii pogrzebowej w soborze Trzech Świętych Hierarchów w Paryżu, której przewodniczył metropolita suroski Antoni.